# Haigler (Nebraska)
Haigler es una villa ubicada en el condado de Dundy en el estado estadounidense de Nebraska. En el Censo de 2010 tenía una población de 158 habitantes y una densidad poblacional de 251,05 personas por km².

## Geografía
Haigler se encuentra ubicada en las coordenadas 40°0′44″N 101°56′19″O / 40.01222, -101.93861. Según la Oficina del Censo de los Estados Unidos, Haigler tiene una superficie total de 0.63 km², de la cual 0.63 km² corresponden a tierra firme y (0%) 0 km² es agua.

## Demografía
Según el censo de 2010, había 158 personas residiendo en Haigler. La densidad de población era de 251,05 hab./km². De los 158 habitantes, Haigler estaba compuesto por el 93.67% blancos, el 0.63% eran afroamericanos, el 2.53% eran amerindios, el 0% eran asiáticos, el 0% eran isleños del Pacífico, el 1.27% eran de otras razas y el 1.9% pertenecían a dos o más razas. Del total de la población el 5.7% eran hispanos o latinos de cualquier raza.